# Ankeveen
Ankeveen est une ville de la province de Hollande-Septentrionale aux Pays-Bas. Elle fait partie de la commune de Wijdemeren. Jusqu'en 1966, Ankeveen était une commune indépendante.
Le village de Ankeveen compte 707 habitants. Le district statistique (village et environs) a une population d'environ 1 610 habitants (2005).
À l'ouest du village il y a un lac appelé Ankeveense Plassen, connu aux Pays-Bas pour ses parcours de patinage en hiver.